# Hemidactylus hajarensis
Hemidactylus hajarensis es una especie de gecos de la familia Gekkonidae.

## Distribución geográfica yhábitat
Es endémica del norte de Omán. Su rango altitudinal oscila entre 22 y 1683 m s. n. m..